# Acadèmia de l'Aragonès
L'Acadèmia de l'Aragonès (en aragonès: Academia de l'Aragonés) és una associació cultural creada per donar acompliment als acords del II Congrés de l'Aragonès el 15 de juliol de 2006, organitzat per Chuntos por L'aragonés, amb l'objectiu de ser l'autoritat lingüística de la llengua aragonesa. Actualment no té reconeixement explícit del Govern d'Aragó, i la seva forma jurídica és la d'una associació cultural aragonesa sota el nom de Estudio de Filología Aragonesa, encara que hom la coneix com a Academia de l'Aragonés. Tot i així, ja ha aconseguit subvencions del govern aragonès per a algun dels seus projectes.
Els objectius de l'Acadèmia, segons les pautes homologades en aquest congrés, són:
- Explorar totes les manifestacions orals i escrites en aragonès.
- Aplegar i actualitzar el seu vocabulari.
- Fixar la seva toponímia i onomàstica.
- Investigar i formular unes normes ortogràfiques, gramaticals i fonètiques que englobin totes les modalitats de l'aragonès.
- Estandarditzar la llengua.
- Defensar i definir l'aragonès en totes les seves variants, i procurar el respecte als drets lingüístics dels seus parlants.

## Història
L'Acadèmia de l'Aragonès va ser constituïda el 9 de setembre de 2006 a la Diputació Provincial d'Osca. El seu primer consell de govern provisional el va presidir Chusé Lera. El primer ple es va celebrar el 28 d'octubre de 2006 a la Diputació Provincial de Saragossa, on es va establir un nou consell de govern de l'Acadèmia, elegit segons les normes establertes, amb Manuel Castán com a president.
El 2010, la llengua aragonesa va promoure una nova normativa. i el 18 de novembre de 2010 es va presentar públicament a Saragossa la Propuesta Ortográfica de l'Academia de l'Aragonés (Proposta Ortogràfica de l'Acadèmia de l'Aragonès), després d'un procés públic exposició d'esmenes i suggeriments. Aquest fet va culminar un procés d'investigació sobre les diferents expressions de la llengua a arreu del seu domini lingüístic i l'elaboració d'unes normes que recollissin característiques de totes les variants. A més, els lingüistes van recórrer al llegat literari i escrit de l'edat mitjana per tal d'acostar la llengua moderna a l'aragonès medieval. Així es va crear un model convencional per a escriure la llengua amb una coherència que l'aragonès no havia tingut mai.

## La normativa
La Normativa s'anomena Proposta Ortogràfica de l'Acadèmia de l'Aragonés perquè es vol aconseguir que aquesta normativa sigui acceptada de bon grat per tots els parlants. Així mateix, els filòlegs aragonesos han volgut que aquesta normativa sigui de tots els usuaris de la llengua i per això van permetre que la gent hi plantegés crítiques i suggeriments. Volien escoltar què en pensaven els que després l'haurien d'emprar i alhora que tothom hi estigués d'acord.
En el pròleg, Juan-José Segura Malagón justifica la creació d'aquest model estàndard en el marc d'una llengua que el necessita per a tirar endavant tot recuperant els lligams amb la tradició medieval. A més, explica un munt de coses interessants sobre el vocabulari de les llengües i els punts difícils a què s'han hagut d'enfrontar a l'hora d'elaborar la normativa.
Presenta una ortografia basada summament en l'etimologia de les paraules. Volen que sigui respectant diferents lletres per unes mateixes pronúncies com ho fan les altres llengües romàniques. Però no pensen tant en la facilitat i reobren noves dificultats que ja semblaven superades, com la b/v, c/z, c/qu/qü i l'existència de la h.

### Característiques
Ha estat creada per a:
- ser integradora de totes les varietats de la llengua
- donar-li un caràcter propi
- arrelar-se en una tradició
- ser de fàcil lectura i escriptura
- ser compatible amb l'adopció de neologismes
- anar en consonància amb les noves tecnologies
- fixar pronunciació

### Accentuació
D'entrada llança una proposta d'estalviar els accents gràfics. Argumenta que són un problema per a molta gent, augmenten la possibilitat d'error, de vegades costa d'encaixar-los amb les noves tecnologies i, ben mirat, no són imprescindibles. El parlant pot llegir sense accents de la mateixa manera que quan parla ningú no li ha d'indicar on és la síl·laba tònica, ho sap per naturalesa o perquè ho ha après. En anglès, per exemple, les paraules no s'accentuen i no hi ha cap problema per això, al contrari, hi ha una dificultat menys.
Tot i així, en cas que els usuaris de la llengua decidissin de continuar emprant l'accent gràfic, l'ús n'ha de ser clarament fixat. Diuen que no poden, per altra banda, posar les mateixes normes que el castellà, ja que una de les condicions d'aquesta normativa és que mantingui independència respecte a les seves llengües germanes.
Es va decidir així:
Es poden accentuar les paraules que
- Acaben en vocal o vocal seguida de n o s, especialment a la conjugació verbal
- Tenen hiat de i o u tòniques
- S'han de diferenciar d'altres (accent diacrític)

Per a aquest últim cas, citem: Como marca diacritica, en os pronombres interrogativos y exclamativos (qué, cómo, quán/quándo, quín/quiénto, quál...) y en os siguients monosilabos: sé (verbo), dé (verbo), dó (verbo), sí (adverbio y substantivo), asinas como as formas verbals baixorribagorzanas é y és (sinonimos de ye, yes).
Aquest sistema d'accentuació atén necessitats com la dels homòfons; és a dir, els mots que es pronuncien igual: per això fa servir l'accent diacrític. També es permet de posar accent gràfic quan hom vulgui concretar la tonicitat d'un mot, a criteri de qui escriu.
La majoria de les vocals -ia tòniques a final de paraula, a diferència del català, formen diftong en aragonès. L'ús de l'accent s'adapta a aquesta necessitat d'assenyalar la força de la veu a la i a paraules com fruitería (fruiteria) i desplaçar-lo més abans a mots com sciencia (ciència), on la tònica és la e i es manté el diftong ia. Com podeu veure, el català ho fa completament al revés.
L'aragonès comparteix amb el català que les paraules acabades en -n o -r formen el plural afegint-hi una s, a diferència del castellà, que hi afegeix una vocal de suport es. Així, paraules com colors (colors) o valons (pantalons) no cal que portin accent. Per això, les paraules agudes acabades en -s només s'accentuen si abans hi tenen una vocal, com aragonés (aragonès).
L'accent no és obligatori, però si s'utilitza en un text s'ha de fer servir sempre i correctament.

### Ús de l'article
Davant la diversitat dels sistemes d'articles en aragonès, amb algunes variants locals, s'ha de triar un sistema d'articles com a preferent per a la llengua estàndard. La proposta ortogràfica no parla de morfositaxi, però el sistema més estés fins ara es pot considerar:
		Masculí	Femení
		Singular	O		A
		Plural		OS		AS
O uello (l'ull), a luenga (la llengua)
L'article es és molt freqüent inclús en convivència amb os. (es uellos, es vediellos / os uellos, os vediellos)
També s'apostrofen:
- Els masculins ho fan en aquests casos:
  - Quan una paraula masculina comença per vocal o h+vocal: l'onso (l'os), l'urmo (l'om), l'hombre (l'home), l'hibierno (l'hivern)
  - No s'apostrofen les paraules que comencen per (h)es, (h)i+vocal i (h)u+vocal: o esquiruelo (l'esquirol), o hespital (l'hospital), o huembro (l'espatlla)

- Els femenins només s'apostrofen quan comencen per a:
  - S'apostrofen: l'augua (l'aigua), l'agulla (l'agulla), l'habilidat (l'habilitat), l'agüerro (la tardor)
  - No s'apostrofen: a uga (el raïm), a ulor (l'olor), a estrela (l'estrela), a ixordiga (l'ortiga)

### B/V
L'aragonès és una llengua betacista i no distingeix l'oclusiva labial sonora /b/ de la fricativa labial sonora /v/. Tot i això, la normativa marca aquelles paraules que, pel seu origen, haurien d'anar amb una lletra o una altra. Fins al 2010, els seguidors de la grafia del 87 tot ho escrivien amb b.
L'ús de b/v és diferent en català, castellà i aragonès. En català esdevé per raons de pronúncia, ja que hi ha dos fonemes diferenciats /b/ i /v/. L'aragonès i el castellà segueixen criteris etimològics diferents per l'establiment de les grafies b i v.
Exemples:
| Aragonès   | Català     | Castellà   |
| ---------- | ---------- | ---------- |
| abella     | abella     | abeja      |
| abet       | avet       | abeto      |
| buen       | bo         | bueno      |
| buei       | bou        | buey       |
| biblioteca | biblioteca | biblioteca |
| hibierno   | hivern     | invierno   |
| marabilla  | meravella  | maravilla  |
| móbil      | mòbil      | móvil      |
| mover      | moure      | mover      |
| Pavlo      | Pau        | Pablo      |
| veyer      | veure      | ver        |
| volar      | volar      | volar      |
| vuedo      | buit       | vacío      |
| vueitre    | voltó      | buitre     |
| voda       | boda       | boda       |

### C / Z
L'altre gran canvi pel que fa a l'ortografia és la regulació de l'ús de la c i la z per a representar el so aspirat dental sord [θ], existent en castellà, anglès, gallec i grec, però no pas en català. Aquest so existeix a tot el domini lingüístic tret de a la Vall de Benasc, que es realitza sempre [s] (fricatiu alveolar sord).
Abans de la normativa, paraules com ciel, cera, comparazión i zelosía s'escrivien totes amb zeta, excepte a Benasc, que ho escrivien amb essa. L'Acadèmia puntualitza que ciel s'ha d'escriure amb c perquè ve del mot llatí cælum, i antigament era una c. En canvi, paraules com zero o zigoto s'escriuen amb z seguint criteris internacionals. Per exemple, comparazión ve de la paraula llatina comparatio. La [t], que es va africar tot passant a pronunciar-se [ts] a l'inici de l'edat mitjana i uns segles més tard es va aspirar [θ]. Així, el cas de comparazión no és el mateix que el de ciel perquè el primer mot té una zeta que ve d'una te original. Les paraules que en llatí s'escriuen amb zeta, com ara zelosía, tenien un so inicial [ts] que va evolucionar a [θ]. Aquestes també s'escriuran amb zeta. D'aquesta manera mantenen la particularitat tradicional de l'aragonès d'utilitzar la lletra z abans de les vocals e i i.
En veiem també exemples, però hem de tenir en compte la correspondència amb el so. Castellà i aragonès: z i c davant de e/i correspon a [θ]. Català: z correspon a [z] i c davant de e/i a [s]. Fixeu-vos en l'evolució particular de la paraula llatina zelus (gelosia): el so [ts] de la z evoluciona a [ʒ] en català i a [θ] en aragonès i castellà.
Exemples:
| Aragonès   | Català     | Castellà   |
| ---------- | ---------- | ---------- |
| azuzena    | assutzena  | azucena    |
| bronze     | bronze     | bronce     |
| dotze      | dotze      | doce       |
| catorce    | catorze    | catorce    |
| cielo/ciel | cel        | cielo      |
| cient      | cent       | cien       |
| democracia | democràcia | democracia |
| nación     | nació      | nación     |
| zebra      | zebra      | cebra      |
| zelosía    | gelosia    | celosía    |
| zero       | zero       | cero       |
| zeta       | zeta       | zeta       |
| almagazén  | magatzem   | almacén    |

### Altres aspectes
La Propuesta Ortografica recupera algunes pràctiques grafemàtiques històriques de l'aragonès, com ara les grafies amb QU (adequar, quaresma, enqüesta, seqüència, aqüifero, iniquo...), el dígraf NY (sinyal, laganya, fagüenyo, espanyol), que a les normes del 87 s'havia substituït per la Ñ castellana, o la recuperació per escrit de consonants finals que són mudes a alguns dialectes o a tots (muller, fer, pastors, ferrers, mocet, fillet, poc, tampoc, present, urchent).
En nom de la diasistematicitat, s'instaura el dígraf TZ, d'origen occità (i de petita tradició als textos aragonesos), que permet de llegir /ts/ als benasquesos i /ɵ/ a la resta de dialectes: fetz, trobatz, chiquetz, tretze, totz, aixatz, puetz (feu, trobeu, xiquets, tretze, tots, adeusiau, pots).
Quant als cultismes, la grafia del 87 no en deia res, però els seus seguidors practicaven la reducció de grups consonàntics (otubre) o la vocalització (perfeuto); la Propuesta Ortografica dedica als grups consonàntics cultes tot l'apartat tercer, diferenciant hel·lenismes de llatinismes, i apostant molt clarament per les grafies etimològiques. També regula l'escriptura d'un pilot de manlleus moderns.

## Membres
Actualment els membres de l'Acadèmia de l'Aragonès són:

### Numeraris
- Manuel Castán Espot (President)
- Juan José Lagraba (Tresorer)
- Chusé Lera Alsina (Secretari)
- Chabier Lozano
- Antonio Plaza Boya
- Francho Rodés Orquín (Vicepresident)
- Fernando Romanos Hernando
- Ánchel Lois Saludas Bernad
- Fernando Sánchez Pitarch
- Chusé María Satué Sanromán
- Juan Jose Segura Malagón
- Quino Villa Bruned

### Honoraris
- Nieus Lucia Dueso Lascorz
- Juan José Guillén Calvo
- Brian Mott
- Artur Quintana i Font
- Michael Metzeltin
- Xabier Kintana Urtiaga
- Rosario Ustáriz Borra